# Oca menuda verda
L'oca menuda verda (Nettapus pulchellus) és una espècie d'ocell de la família dels anàtids (Anatidae) que habita llacunes, llacs i aiguamolls de Sulawesi, Moluques, illes Tanimbar, oest i sud de Nova Guinea i nord d'Austràlia, des d'Austràlia Occidental cap a l'est, fins a Queensland.